# 三位一体

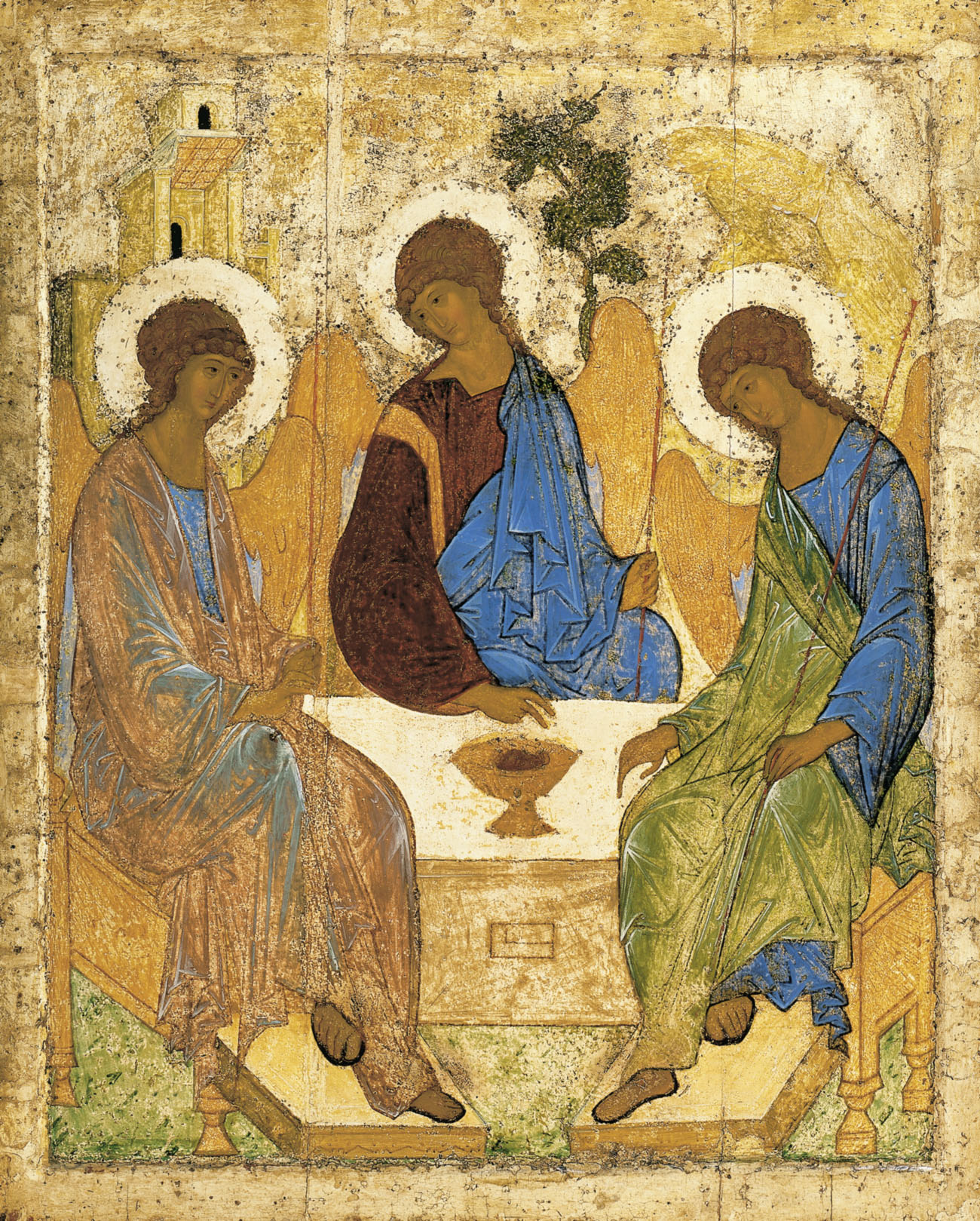
アンドレイ・ルブリョフによるイコン『至聖三者』。創世記におけるアブラハムを三天使が訪れた記述を、至聖三者の啓示・象徴として捉える伝統が正教会にはあるが、そのもてなしの食卓の情景を描いたイコンを元に三天使のみが描かれたもの。至聖三者（三位一体の神）そのものは描けないが、至聖三者を象徴する三天使を描いたイコンであるとされる。

三位一体（さんみいったい、ギリシア語: Αγία Τριάδα, ラテン語: Trinitas, 英語: Trinity, ドイツ語: Dreifaltigkeit, ロシア語: Святая Троица）とは、キリスト教において
1. 父（=父なる神・主権）
2. 子（=神の子・子なるイエス・キリスト）
3. 霊（=聖霊・聖神）[注釈 2]

の三つが「一体（=唯一神・唯一の神）」であるとする教え。カトリック教会・聖公会・プロテスタント・正教会・東方諸教会といった教派が、この教えを共有している。
上述の諸教会において、三位一体は、「三神」（三つの神々）ではない。また「父と子と聖霊は、神の三つの様式でしかない」「神が三役をしている」といった考え（様態論）も否定される。
聖公会（日本聖公会）等では聖堂名・学園名など主に固有名詞の一部として、「聖三一」の語も使われる。正教会（日本ハリストス正教会）では「至聖三者（しせいさんしゃ）」と訳される（ただし「三位一体」の表記も用いられないわけではない）。

## 成立までの過程
三位一体の発展した教義は、新約聖書を構成する書簡群で明確に述べられていない。
しかし、三位一体の教義は新約聖書に基礎を置き、イエスと神の関係を理解しようと試みたときに議論を引き起こし、系統立てて説明され、確立したものである。
ブリタニカ百科事典はこの教義の基礎である聖句について、
「父と子と聖霊の関係は，大宣教命令として知られる次の新約聖書の個所でも関連づけられている。「それゆえ，あなたがたは行って，あらゆる国の人々を弟子としなさい。そして，父，子，聖霊の御名によってバプテスマを授け (なさい) 」 (マタイ 28・19) ，
そしてパウロによる祝祷である「主イエス・キリストの恵み，神の愛，聖霊の交わりが，あなたがたすべてとともにありますように」 (IIコリント 13・13) 」と述べている。
また、三位一体は過去に想定されていたように、非キリスト教の情報源に戻らないようにしなければならない。以前から知られている宗教の中に、初期の三位一体を探す試みはたくさんあった。しかし、それはすべて失敗したと見なされる可能性がある。だが、キリスト教は三位一体の教義を発展させる段階で、哲学や既存の宗教に存在する特定の思考形態に頼ったかどうかは別の問題である。
グノーシス等各種の異端の登場によって教理を整理する必要が生じまた、父、子、聖霊の関係を知的・概念的に定式化しようと試みた結果、三位一体にたどり着いたのである。

### ニカイア公会議前

#### 使徒教父
使徒教父たちは、新約聖書からの記述を繰り返し教えたが、明確な教義を示してはいない。彼らの多くはキリスト従属説を信じており、父はキリストよりも偉大な存在と信じていた。オックスフォード辞典によると、「従属主義は最初の3世紀の多くのキリスト教の教えに見られる特徴的な傾向であり、キリスト教会の顕著な特徴である」とある。また「その傾向は2世紀と3世紀の神学で強かった。殉教者ユスティヌス、テルトゥリアヌス、オリゲネス、ノヴァティアヌス、イレナイオスなどの神学者に見られる。例えばイレナイオスは、「父はわたしよりも偉大である」（ヨハネ14:28）というキリストの言葉についてコメントしている。オリゲネスが三位一体の概念を拡張して聖霊を含めるようにしたとき、彼は息子を父より劣っていると説明し、聖霊は息子より劣っていると説明した。従属主義は、次のようなイエスの発言に基づいている。審判の日がいつになるかについて、「その日またはその時刻は、天の天使たちも子も知らず、父のみぞ知る」(マルコによる福音書13:32)」とある。
1世紀の終わり頃に、ローマのクレメンス(35-99年)はキリスト教徒のコミュニティの一部に堕落が存在する理由について尋ねている。「私たちにはひとりの神、ひとりのキリスト、私たちに恵みを注がれたひとつの御霊があるではありませんか。キリストにあって召しはひとつではありませんか？」(クレメンスの手紙1。46:6)と述べ、神とキリストと霊について言及している。ただしクレメンスは「熱烈な祈りと請願をもって、宇宙の創造者が最愛のみ子イエス･キリストを通し、全世界にいるご自分の選民の過不足のない数をそのままに保たれることを懇願します。あなたが唯一の神であられ、イエス･キリストがみ子であることをすべての国民が理解しますように」と述べ、父を唯一の神をし、イエスが神に遣わされた者であるとの理解であった。
1世紀の変わり目の頃に書かれたディダケーは、キリスト教徒に「baptize in the name of the Father and of the Son and of the Holy Spirit(父と子と聖霊の名においてバプテスマを授ける)」ように指示した。これはマタイ28:19のイエスの言葉と一致する。ただしディダケーには「全能の主であるあなたは、御名のためにすべてのものを創造されました。あなたの僕イエスを通し，恵み深くも霊的な食べ物と飲み物ととこしえの命を与えてくださいました」とあり、イエスが唯一の神である父の下位の存在であることを示している。
アンティオキアのイグナティオスの著作は「キリスト、父、霊」への服従を勧めている。また「（肉としては）生まれたのだけれども（霊としては）生まれたのではない。肉となって現れた神」と書いている。ただしイグナティオスは「聖霊は自分の事柄を語るのではなくキリストの事柄を語る。それはちょうど主もみ父から受けた事柄をわたしたちにふれ告げたのと同じである。子は「あなた方の聞く言葉は私のものではなく、私を遣わされた父のものである」と言っている」と述べ「ひとりの神がおられ，その方はみ子イエス･キリストを通してご自分を明らかにされた。み子は沈黙から生じ、自分を遣わした方をあらゆる点で喜ばせた神の言葉である。イエス･キリストはみ父に従属している」と述べ、父と子の従属関係について述べている。
1世紀の終わりから3世紀の初めの間に、イザヤの偽名を使って書かれた、イザヤの殉教と昇天は、初期の三位一体の保持が見られる。この書簡の中には、第6天国の住民たちがどのように「原始の父と彼の最愛のキリスト、そして聖霊」を歌いながら褒め称えるのかが物語風に語られている。
これらに見られる「父、子、聖霊によるバプテスマ」は、使徒信条によって書かれている。使徒信条は信仰の声明にたいする公式な信条であり、もっとも重要で、広く受け入れられていたそして、三位一体の教義につながる重要な要素を構成している。

#### キリスト教代弁者、護教教父
キリスト教代弁者、いわゆる護教教父たちは、ギリシャ哲学とキリスト教を結び付けだした。彼らはロゴスという概念をギリシャ哲学から援用した。
その一人であるユスティノス（100–165年）は、彼は世界創造の前に神は一人で、子はいなかった、と教えた。しかし、神の中に理性、あるいはロゴスがいた。そして、神が世界を創造することを望んだときに子が生まれた、と書いている。このユスティノスの子に対する説明は、ギリシャの見解から生じている。
父と子の関係について、ユスティノスは、先にある火を使って新しい火を起こしたとき、新しい火は先にある火を損ねない、と述べ、また、子であるイエスが父に由来すると述べ、どのように父と区別できるかを説明しました。光の源である松明（父を表す）、点火される火（子を表す）と、例えとして松明を説明の代用として用いている。
ユスティノスは、子を被造物だと教えた。しかし、「in the name of God, the Father and Lord of the universe, and of our Saviour Jesus Christ, and of the Holy Spirit(神すなわち宇宙の主である父の、そして私たちの救い主イエス・キリストの、そして聖霊の名によって)」と書いている。
別の箇所で、ユスティノスは「私たちは彼(イエス・キリスト)が生ける神の御子であると学び、理にかなっていたため彼を礼拝します。そして、私たちは彼が二位、預言する霊が三位であると信じています」（第一弁明13、60章を参照）と書いている。さらに、子と父は同じ「存在/実体」（ousia）でありながら、別個の位格（prosopa）であり、三つの位格（hypostases）であると言い表している。これは、テルトゥリアヌスとそれ以降の著者たちを先取りするものであり、ユスティノスは、後に成文化され、広まった三位一体の神学用語の多くを最初に使用した。
ユスティノスの著作に見られるように、護教教父は従属主義を論じたが、子と父は本性的に同等であると主張していた。
「三位一体(Trinity)」という言葉を最初に記述した初期の教父は、2世紀後半のアンティオキアのテオフィロス(?-185)である。テオフィロスは、三位一体を神、彼の言葉(ロゴス)と彼の知恵(ソフィア)と定義づけている。聖霊を神の知恵とする見方は、初期のキリスト教の慣習に従っている。三位一体の単語が記述された箇所は、創世記に記述されている、創造の三日目についての解説においてである。
Patripassionist(天父受苦説)の異端が生じ、Economy（三位一体の初期に作られた用語economic Trinity）を否定したときから、「父、息子、聖霊」の公式がより目立つようになった。 テオフィロスは三位一体という言葉を斬新な方法で紹介しているようには見えないため、テオフィロスが記述する以前から使用されていた可能性がある。
ヒッポリュトスは、モダリストの短所を指摘し、父と子は同一人物ではないと描かれていると述べた。
三位一体の教義の最初の擁護は、西暦150年から160年頃に生まれたテルトゥリアヌスによるものである。テルトゥリアヌスの説は、父と子と聖霊のつながりを理解し、三位一体という用語を取り入れた最初のキリスト教だった。テルトゥリアヌスによると、父は世界の創造の目的として子と聖霊を引き出す、とされている。ここで、テルトゥリアヌスの証明は重要な、後の三位一体の発展となった単一の神の正確な公式を表現する。三つの位格は同様である、と。彼の目的は1つの実体の中に三つが関連している位格。三の位格は存在する。三つの位格の差別化された。残念ながら、彼のイメージは根、枝、フルーツで終わる。
しかしながら、テルトゥリアヌスは父、子、聖霊として明確に「定義」し、プラクセアスに対して神学を擁護した。 テルトゥリアヌスは同時代の多くの信徒へ、プラクセアスの教義に問題が見つかったことを書き留めている。
ユスティノスとアレクサンドリアのクレメンス(150-215年)は、頌栄(讃美歌/祈祷文)に三位一体を使用し、カイサリアのバシレイオスも同様に、夜のランプを灯す時にする祈りを引用している。
ここで重要なのは、エイレナイオス（130-202年）である。エイレナイオスは、神の内なる存在について語り、「神はこのように、神は彼の存在と力の本質に従って一つであることが示されています」「私たちの贖いの神の働きの管理者として、彼は父と息子の両方です（ Proof of the Apostolic Preachingより)」と述べている。
エイレナイオスはオンティオケアのテオフィロスと同じ意見を持っており、「神はずっと(永遠)彼の言葉と彼の知恵と共にあった。神は彼らを世界の創造の初めに彼自身から彼らを引き出した」と書き、父、子、聖霊の神を区別していた。まだ、4世紀に完成した三位一体の教義のように、3人の永遠の位格から始まるのではなく、自分の言葉と知恵を持っている父から始まるっている点が異なっている。しかし、エイレナイオスは三位一体の教義の基本的な特徴を発展させ、後の発展へとつなげた。
アレクサンドリアのオリゲネス（AD 185–253）はしばしば従属説と解釈されてきたが、現代の一部の研究者が言うには、オリゲネスは実際には従属説に反していた可能性があり、彼自身の三位一体の神学が、後のカッパドキアの教父たちの三位一体の神学に影響を与えたと主張している
オリゲネスは、父なる神の名前を神と考え、息子と聖霊の神性は(父なる)神に由来し、従属していると考えた。そして、ホモウシオス(存在の一体性、あるいは一つの実体という意味合いで)の概念を使用して三者を区別した。三者はそれぞれの意思を持つが、統一と調和を持つ一人であると考えた。
後のニカイア公会議で決議された三位一体の教義の手前まで辿り着いた人だったが、両者の違いについての明確な答えまで行きつけなかった。オリゲネスはイエスに祈ることを拒否し、父なる神だけに祈るべきだと主張した。しかしながら、その祈りはイエスと聖霊を通してなされる、と。オリゲネスが考える息子は、永遠であるが、過去と未来を持たない「今」において永遠な存在である、と考えた。それにもかかわらず、オリゲネスのたどり着いた神学は三位一体発展と成立へと貢献した。
貢献したという評価がある一方で、「オリゲネス　三位一体について重要な貢献をしたが、それでもオリゲネの教義は多くの問題を含み、アリウス論争の始まりを助けた」「オリゲネスはアリウス派のアイディアを開発したことで失敗した」とマイナスの評価もされている。
アリウスはオリゲネスの神学を再編した。アリウスの神に対する概念はギリシャ的であり、アリウスの教義によって、長い間隠れていた従属説の潜在的な危険が表面化した。
さらに、この見解は、従属主義の極端な見解に位置し、新しい多神教の形に繋がる要素があった。
アリウスにとって神は、父なる神一人を指しており、子は父に由来しないと考えた。何故なら、イエスは時の始まる前に何もないところから、神によって創造されたからである。しかし、イエスを他の被造物と同じ位置に置くことはない。それは、イエスは完璧な被造物で、他の被造物と同じではないからだ。
この教義は、教会に対して、イエスは神の下位に立っている生き物であるのか、それとも彼自身が神であるのか、という質問を投げかけた。

#### 論争
これらの論争の中で、最も重要な出来事は、4世紀初頭に教父たちによって言及されている養子的キリスト論、サベリウス主義、およびアリウス派である。
養子的キリスト論の信念は、イエスはヨセフとマリアから生まれた普通の人であり、バプテスマを受けたことで、神の子、キリストになったというものだ。
269年、アンティオキアの教会会議は、サモサタのパウロスが支持した神学、養子的キリスト論を非難した。また、パウロスは様態論(モダリズム)で説かれているのと同じ意味合いで、ホモウシオス（ὁμοούσιος、「同じ存在」）の用語を使用しており、同会議はこの使用法についても非難した。
非三位一体論の1つであるサベリウス主義は、父、子、聖霊は本質的に同一で、三者の違いは単に用語上でのことであり、単一の存在の異なる側面または役割を説明していると教えた。この神学を提唱したサベリウスは、この見解にために220年ローマで異端と宣告され、破門になっている。
325年第1ニカイア公会議が開催された（詳しくはニケーア公会議を参照）。この公会議でアリウスの教義は退けられ、ニカイア信条が決議された。
新約聖書学者のBart D Ehrmanは、この公会議で勝利したのは、「使徒教父、2世紀と3世紀の一部のキリスト教徒によって承認されたキリスト教のグループ」であると述べている。このグループは原始正統派キリスト教と呼ばれ、彼らは主に次のような教義を理念として掲げている。
「イエス・キリストは完全なる神であり、完全なる人間であり、そして聖なる三位一体。三つは一つ、父、息子、聖霊、三つの位格。しかし、彼は一人の神である。これが伝統的なキリスト教信仰の中心にある神秘です」そして、「この原始正統派キリスト教は、ニカイヤ公会議で勝利し、聖餐、バプテスマ、27冊から構成される新約聖書を伝えました」と。

## 概念

### 定式
三位一体論をめぐり整理された定式において、神は、一つの実体（本質、本體、希: ουσία, 羅: substantia）と、「父なる神」・「ロゴス」(λόγος) である子なる神（イエス・キリスト）・および「聖霊（聖神）」の三つの位格（希: υπόστασις, 羅: persona）において、永遠に存在すると言い表されている。
箇条書きにすれば
- 神の実体（本質、本體[47]、希: ουσία[注釈 10], 羅: substantia）は一つ
- 神の位格（個位[47]、希: υπόστασις[注釈 11], 羅: persona）は三つ
  - 父なる神（神父[注釈 12]）
  - 子なる神（イエス・キリスト、神子[注釈 13]）
  - 聖霊（神聖神[注釈 14]）

となる。
第1ニカイア公会議（第一全地公会、325年）の頃から第1コンスタンティノポリス公会議（第二全地公会、381年）の頃にかけて、こうした三位一体論の定式が（論争はこの二つの公会議が終わった後もなお続いていたが）整理されていった。

### 西方教会における「三位一体の盾」（紋章）の説明
西方教会（カトリック教会、聖公会、プロテスタント）の優勢な地域において中世から現代まで各種紋章に使われる「三位一体の盾」と呼ばれる図式がある。現代でも聖公会のトリニダード・トバゴ教区やチャンネル諸島ジャージーのトリニティ行政区の紋章などに使われている。
正教会でも現代では三位一体の説明に使われないわけではないが、用例は稀である。
「三位一体の盾」の事例
- 1210年頃に描かれた『三位一体の盾』の図式。言語はラテン語。子なる神（ラテン語: FILIUS、子）が下方に配置され、十字架で中央と連結されているタイプ。
- 『三位一体の盾』の図式。聖霊なる神（ラテン語: SPIRITUS SANCTUS、聖霊）が下方に配置されているタイプ。
- 父なる神、子なる神、聖霊なる神の配置に様々なバリエーションが『三位一体の盾』にある事を示す図。
- チャンネル諸島ジャージーのトリニティ行政区の紋章

左側は1210年頃に描かれた図式を抽出したもの。右側は20世紀末のプロテスタントの書籍に使われた図式。

この図式には諸画像からも分かる通り、「父なる神」（ラテン語: PATER）、「子なる神」（ラテン語: FILIUS）、「聖霊なる神」（ラテン語: SPIRITUS SANCTUS）の配置場所や、その繋ぎ方等において、様々なバリエーションがあるが、共通する内容を箇条書きすると以下のようになる。
- 「父」は神である（ラテン語: PATER est DEUS, 英語: The Father is God）。
- 「子」は神である（ラテン語: FILIUS est DEUS, 英語: The Son is God）。
- 聖霊は神である（ラテン語: SPIRITUS SANCTUS est DEUS, 英語: The Holy Spirit is God）。
- 神は「父」である（ラテン語: DEUS est PATER, 英語: God is The Father）。
- 神は「子」である（ラテン語: DEUS est FILIUS, 英語: God is The Son）。
- 神は聖霊である（ラテン語: DEUS est SPIRITUS SANCTUS, 英語: God is The Holy Spirit）。
- 「父」は「子」ではない（ラテン語: PATER non est FILIUS, 英語: The Father is not The Son）。
- 「子」は「父」ではない（ラテン語: FILIUS non est PATER, 英語: The Son is not The Father）。
- 「父」は聖霊ではない（ラテン語: PATER non est SPIRITUS SANCTUS, 英語: The Father is not The Holy Spirit）。
- 聖霊は「父」ではない（ラテン語: SPIRITUS SANCTUS non est PATER, 英語: The Holy Spirit is not The Father）。
- 「子」は聖霊ではない（ラテン語: FILIUS non est SPIRITUS SANCTUS, 英語: The Son is not The Holy Spirit）。
- 聖霊は「子」ではない（ラテン語: SPIRITUS SANCTUS non est FILIUS, 英語: The Holy Spirit is not The Son）。

これらの図には、中心に配置されている「神」（ラテン語: Deus）を含め4つの要素で図が構成されているが、上述の定式（一本質、三位格）にも示されている通り、「四つの神」「四神論」等を示すものではない。

## 異端との比較
「（正統派における）三位一体論ではないもの」を説明する、いわば消去法のような形で、（正統派における）三位一体論に接近する手法がある。正教会においては「三位一体そのものを説明するよりも、三位一体でないもの（異端の教え）を説明し、それを否定する方がより正確」とされる。

### 正統教派と異端教派
「三位一体」は、カトリック教会・聖公会・プロテスタント・正教会・東方諸教会においてはキリスト教における中心的な教えの1つであり、正統教義のひとつであるとされる。
なお、東方諸教会（非カルケドン派）もニケア＝コンスタンティノポリス信条を告白していることから三位一体論においては他派と異なるところはないとされる。東方諸教会が他派と異なるのはキリスト論（合性論）においてである。
他方、キリスト教系の新宗教(異端)であるユニテリアン、エホバの証人、モルモン教、統一協会（正式名称：世界平和統一家庭連合）、クリスチャン・サイエンス、イエス之御霊教会、キリストの幕屋、等の諸教派は三位一体を否定する。

### 「『子』と聖霊は被造物である」
「『子』と聖霊は被造物である」とする考えは、正統派から否定される。
アリウス派は「子」も神的であるとは言おうとしていたが、その神性は神の養子とされたことによるものであり、「子」は被造物であるとした。この主張は第1ニカイア公会議（第一全地公会、325年）、および第1コンスタンティノポリス公会議（第二全地公会、381年）で否定された。キリスト教系の新宗教であるエホバの証人もこの派と同様の教理を持っている。

### モナルキア主義
三位一体を否定するほどに神の唯一性を主張するモナルキア主義（英語: Monarchianism）も、正統派から否定される。モナルキア主義は大きく二つに分けられる。

#### 様態論的モナルキア主義（「三様式」「三役」）
「イエスも事実、神であり、聖霊も事実、神である」と主張する一方で、「『父』、『子』、『聖霊』とは、時代によって神が自分を表す様式（mode）を変えていったもの」「一人三役のようなもの」と主張する考えは、様態論的モナルキア主義（英語: modalistic monarchianism）と呼ばれ、正統派から否定される。
サベリウス主義が代表的事例として挙げられるが、史料の不足・欠如により、サベリウス（2世紀～3世紀）本人が何を教えたのかを厳密に知る事は不可能である。

#### 力動的モナルキア主義
「父だけが神であり、イエスに宿ったのは神の『力』（デュナミス、ギリシア語: δύναμις）に過ぎない」とする考えは、力動的モナルキア主義（英語: dynamic monarchianism）と呼ばれ、正統派から否定される。

### 三神論
父なる神・子なる神・聖霊は、三つの神ではないとされ、三位格は三神ではないとされる（なお、こうした「異端」が歴史上まとまった形で出現したことはないともされるが、幾つかの事例につき「三重の神性」への傾斜として批判的に指摘されることはある）。

### 三位一体論の難解さ
三位一体論が難解であることはキリスト教会においても前提となっている。
正教会においては、「三つが一つであり、一つが三つというのは理解を超えていること」とし、三位一体についても「理解する」対象ではなく「信じる」対象としての神秘であると強調される。
カトリック教会においても、神は自身が三位一体である事を啓示・暗示してきたが、神自身が三位一体であることは理性のみでは知り得ないだけでなく、神の御子の受肉と聖霊の派遣以前には、イスラエルの民の信仰でも知り得なかった神秘であるとされる。

## 教会での用例

### 祈祷文
祈祷においては、カトリック教会の典礼・祈祷、聖公会および一部プロテスタントの祈りにおいて「父と子と聖霊の御名において」、正教会の奉神礼で「父と子と聖神（せいしん）の名に依る（よる）」と唱えられることに反映されている（ギリシア語: Εις το όνομα του Πατρός και του Υιού και του Αγίου Πνεύματος、ラテン語: In nomine Patris et Filii et Spiritus Sancti）。祈祷の例。

### 図像における表現
カトリック教会ではルブリョフとともに「老人の姿の父、キリスト、鳩または火の姿で表される聖霊」の図像も広く用いられている。代表的な作例にマザッチオの『聖三位一体』がある。これは十字架上のキリストとともに父および鳩の形をした聖霊を描いたものである。
正教会では、アンドレイ・ルブリョフが描いたものが代表的な、アブラハムを訪ねる三人の天使（『創世記』）に拠る『至聖三者』の聖像が、唯一正当な至聖三者の図像表現として公認される。これは西方にも伝わり、聖像を用いる教派で使われている。
このほかに、正教会でも近代に西方から入った「老人の姿の父、全能者ハリストス（キリスト）、鳩または火の形をした聖霊」という図像もある。これは公認されていないが、ロシアを中心に伝播している。それより古く西方から入った「老人の姿の父、幼子キリスト、鳩または火の形をした聖霊」の図像は、1667年のモスクワ教会会議により、「見えざる父を描くことはできない。父を顕わす事が出来るのはキリストだけである」との理由にもとづき禁止された。

## 関心の復興
一部のプロテスタント教会においては、16世紀から19世紀にかけて、三位一体論は不合理であるとしたり、信仰者の生活への実際的意味が見出せないとしたりする批判が多くなされた。しかし近年では、共同体における生き方のパラダイムとして捉えたり、単純な非三位一体的唯一神論よりも権威主義に通じにくい神の唯一性の再定義を求めるものとして捉えるといったかたちで、三位一体論に対する関心の復興がみられる。

## 他の宗教の視点
同じくアブラハムの宗教であるユダヤ教とイスラム教では、三位一体論が多神教的で一神教の教義から逸らしたものと見なされる。特にイスラム教では三位一体論が神の一体性（タウヒード）に反するものとされ、クルアーンにも批判がなされる（5・73）。イスラム教でのイエス（イーサー）は神または神の子ではなく、5大預言者のうちの1人に過ぎない。

## キリスト教以外での用例
以下は、固有名詞・キャッチフレーズに用いられた例。

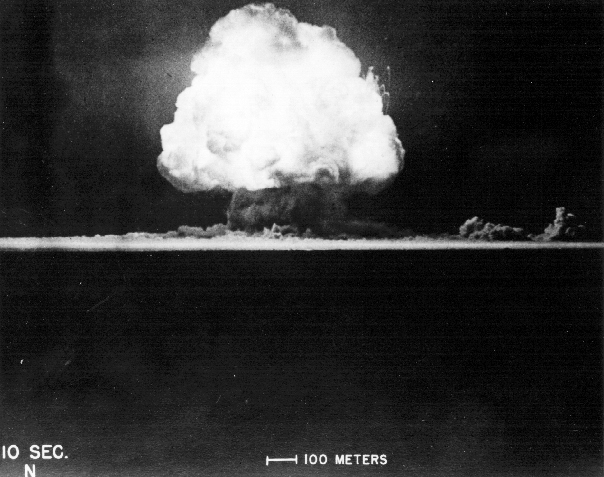
トリニティ実験

- 特に三位一体を記念して捧げられた教会・大学寮などが存在する。ダブリンのトリニティ・カレッジなどが有名。
- 1945年7月16日にアメリカ合衆国ニューメキシコ州アラモゴードで行われた世界初の核実験は、これに因んで「トリニティ実験」と命名された。
- ソニー社のトリニトロン（TRINITRON、一つの電子銃から三原色分の電子線を放ち、電子レンズは大口径のものを用い、簾状のアパーチャグリルを用いるブラウン管）は三位一体を表す英語TRINITYと電子を表す英語ELECTRONから作られた造語である[72]。
- トリニダード・トバゴを構成するトリニダード島の名前はスペイン語で「三位一体島」という意味である。
- 小泉純一郎が内閣総理大臣であったときに提唱した「三位一体の改革」。
- 時計学では、パテック・フィリップ、オーデマ・ピゲ、ヴァシュロン・コンスタンタンの3社が時計界の頂点として「ホーリー・トリニティ（英語版）」と呼称されている（日本では「世界三大時計ブランド」と呼ばれるのが一般的である）。
- 宗教の用語としては、仏教用語である他力本願などと共に、原義と離れた意味での使用がみられる用語のひとつである。
- バビロニアでは、黄道帯の支配者であるシン（月）、シャマシュ（太陽）、イシュタル（金星）は、三位一体である。

| 合体              | 分離              |
| ----------------- | ----------------- |
| 陽+陰→太極        | 太極→陽+陰        |
| 太陽+月→金星      | 金星→太陽+月      |
| 太陽+金星→月      | 月→太陽+金星      |
| 月+金星→太陽      | 太陽→月+金星      |
| 太陽+月→星        | 星→太陽+月        |
| 太陽+星→月        | 月→太陽+星        |
| 月+星→太陽        | 太陽→月+星        |
| 太陽+太陽'→双日   | 双日→太陽+太陽'   |
| 月+月'→双月       | 双月→月+月'       |
| 金星+金星'→双金星 | 双金星→金星+金星' |
| 星+星'→双星       | 双星→星+星'       |

※ 「’」はもう一方「 」と正反対の性質を持つという意味でここでは便宜的に用いる。
※ 「星」=「金星≒シリウス≒北極星」or「7つの星≒七惑星」
※ 「星」=「目」=「G」